# Raddiella kaieteurana
Raddiella kaieteurana là một loài thực vật có hoa trong họ Hòa thảo. Loài này được Soderstr. miêu tả khoa học đầu tiên năm 1965.